# Chorthippus tianshanicus
Chorthippus tianshanicus är en insektsart som beskrevs av Umnov 1930. Chorthippus tianshanicus ingår i släktet Chorthippus och familjen gräshoppor. Inga underarter finns listade i Catalogue of Life.